# Lepidopora decipiens
Lepidopora decipiens är en nässeldjursart som beskrevs av Hilbrand Boschma 1964 . Lepidopora decipiens ingår i släktet Lepidopora och familjen Stylasteridae. Inga underarter finns listade i Catalogue of Life.